# Duomo di Cosenza
Il duomo di Cosenza, anche noto col nome di cattedrale di Santa Maria Assunta, è il principale luogo di culto cattolico di Cosenza, cattedrale dell'arcidiocesi di Cosenza-Bisignano.
Santuario della Vergine del Pilerio, si trova nel cuore del centro storico della città, in piazza Duomo, a 251 metri s.l.m., lungo corso Telesio. Costruita intorno alla seconda metà dell'XI secolo, dopo il terremoto del 1184, nota per le sue linee gotiche e dai tratti florensi.
Il 12 ottobre 2011 è stata riconosciuta come patrimonio testimone di cultura di pace dall'UNESCO grazie ad un lavoro sinergico tra il Club UNESCO di Cosenza, la cattedrale e l'Ufficio per le comunicazioni dell'arcidiocesi.

## Storia

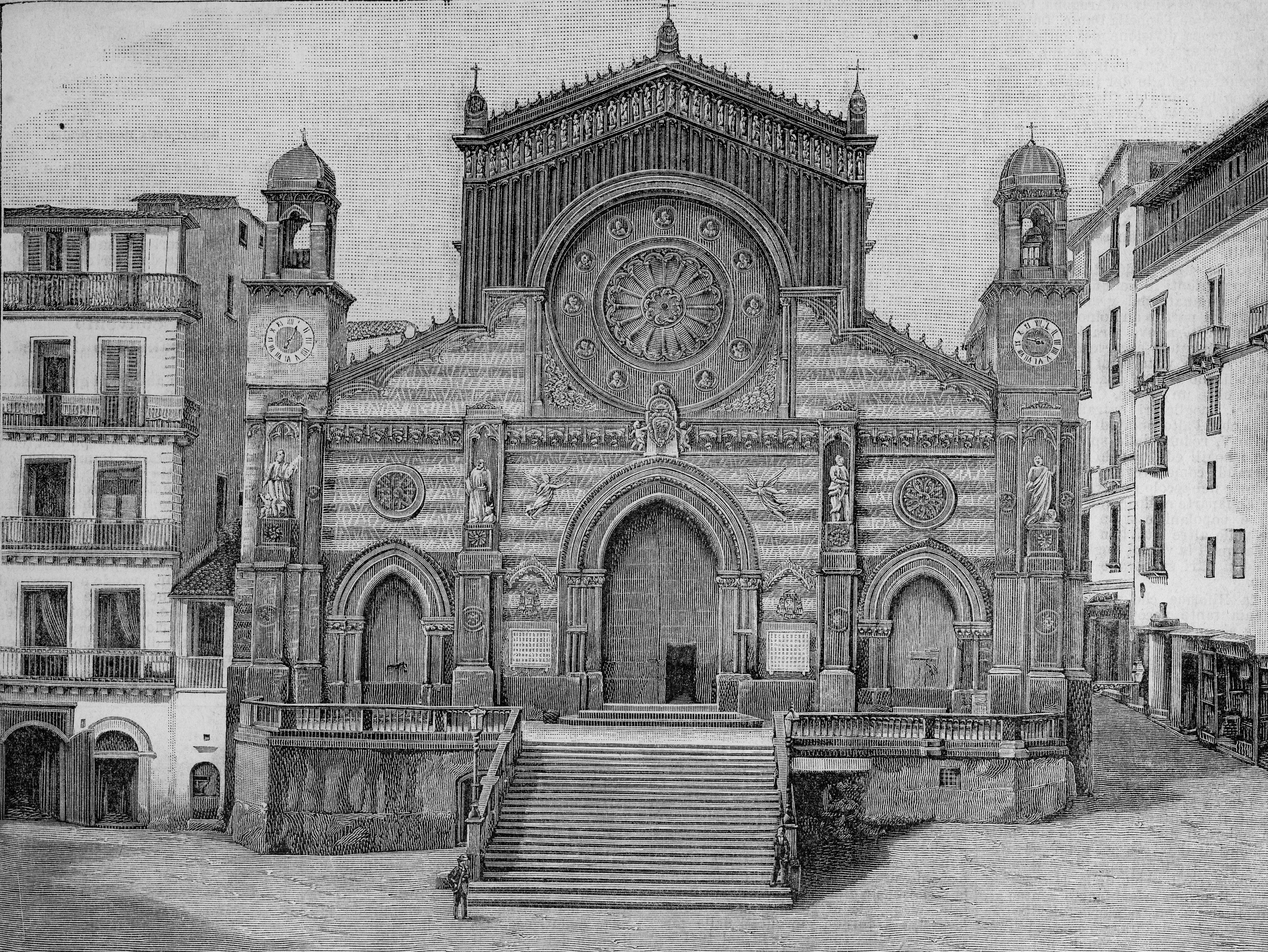
Il Duomo di Cosenza in una xilografia di fine Ottocento

L'attuale cattedrale sorge nello stesso luogo di una chiesa più antica, costruita nell'XI secolo e quasi completamente rasa al suolo da un terremoto nel 1184.
La costruzione del nuovo edificio iniziò qualche anno più tardi e terminò nel 1222. La ricostruzione del duomo avvenne al tempo on cui era arcivescovo Luca Campano, già monaco cistercense e segretario del beato Gioacchino da Fiore. In quello stesso anno, il giorno 30 gennaio, la chiesa venne solennemente consacrata dal cardinale vescovo di Frascati Nicola de' Chiaromonti, in qualità di delegato apostolico. La cerimonia avvenne alla presenza dell'imperatore Federico II di Svevia che per l'occasione volle far dono alla città della preziosissima Stauroteca, oggi custodita in città nel vicino museo diocesano.

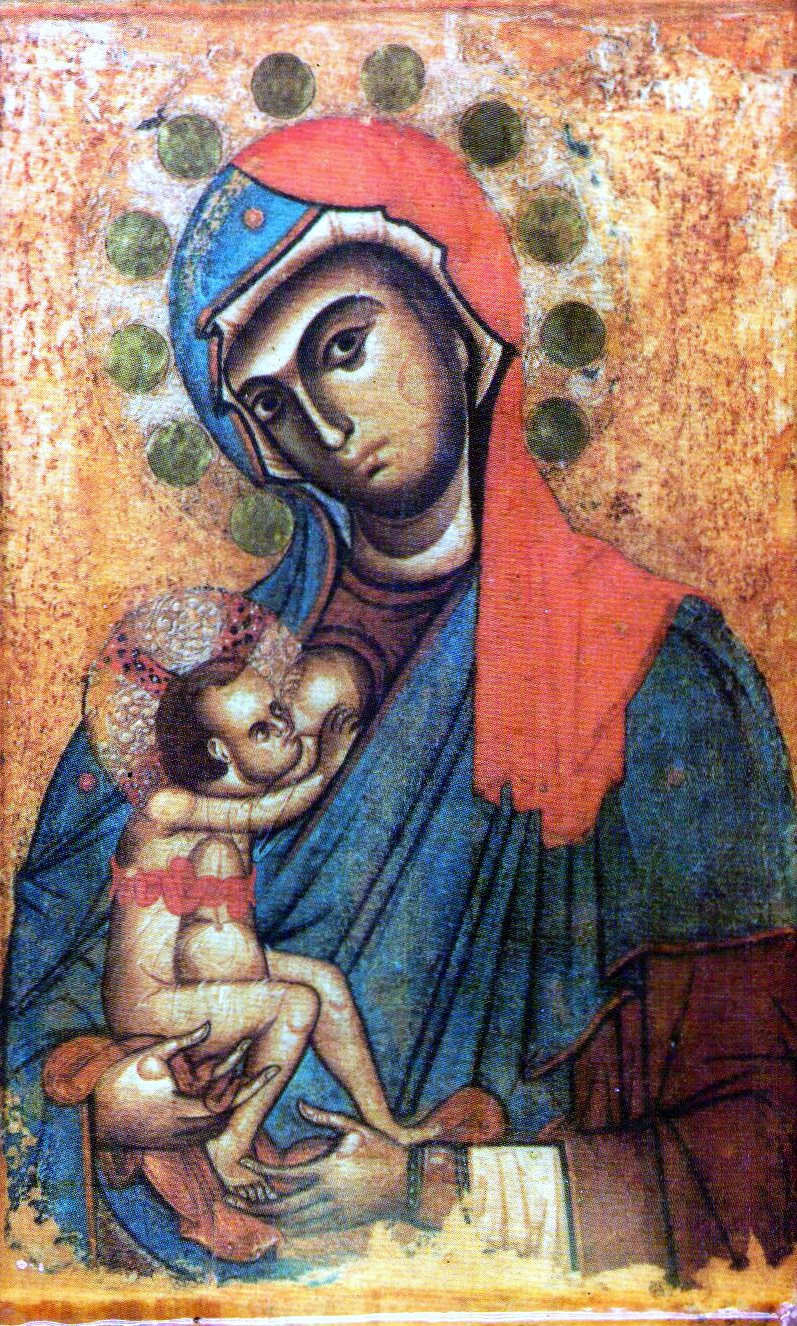
La Vergine del Pilerio

Il 1748 segnò l'inizio di nuovi lavori di trasformazione che portarono la cattedrale ad essere ricoperta da sovrastrutture barocche che, oltre a nasconderne le originarie forme, provocarono la scomparsa di innumerevoli opere d'arte. Nel 1756, invece, venne costruita la nuova sacrestia. A completare l'opera di trasformazione si intervenne nella prima metà del XIX secolo con il rifacimento della facciata, all'epoca trasformata in un ibrido stile neogotico. Molte delle decorazioni e degli arredi barocchi vennero donati o venduti ad altre chiese:
- La cattedra venne trasferita[8] nel Duomo di Salerno;
- L'altare maggiore e l'organo a canne vennero donati alla chiesa di Santa Maria in Gerusalemme di San Pietro in Guarano.

I lavori di restauro intrapresi già nel XIX secolo e finalmente portati a termine nel XX secolo dall'arcivescovo di Cosenza Aniello Calcara, furono finalizzati a ripristinare, sia all'esterno che all'interno dell'edificio.
Il duomo presenta una facciata a salienti divisa in tre parti nello sviluppo trasversale della parte del basamento. Questa divisione corrisponde a quella interna, con quattro pilastri a separare tre portali, di cui uno, quello centrale, più grande. Sui portali si trovano altrettanti rosoni, di cui due di media grandezza ed un terzo, quello sul portale principale, più grande. Alla sommità più alta della facciata svetta una croce in ferro. L'ingresso alla chiesa è preceduto da una larga gradinata che collega il basamento alla omonima piazza.
A dominare inconfondibile il panorama del centro storico cosentino, si innalza sulla cattedrale il neogotico tiburio, realizzato a copertura della cupola che sovrasta l'altare maggiore e visibile dai colli circostanti in sequenza prospettica con la tozza torre campanaria. La struttura, realizzata alla fine dell'XIX sec. dall'architetto Giuseppe Pisanti, è parte integrante degli interventi di ripristino, all'interno, dell'originario aspetto duecentesco dei transetti e dell'area absidale.
Papa Giovanni Paolo II ha visitato la cattedrale di Cosenza e venerato l'icona della Madonna del Pilerio il 6 ottobre 1984.

### Interno

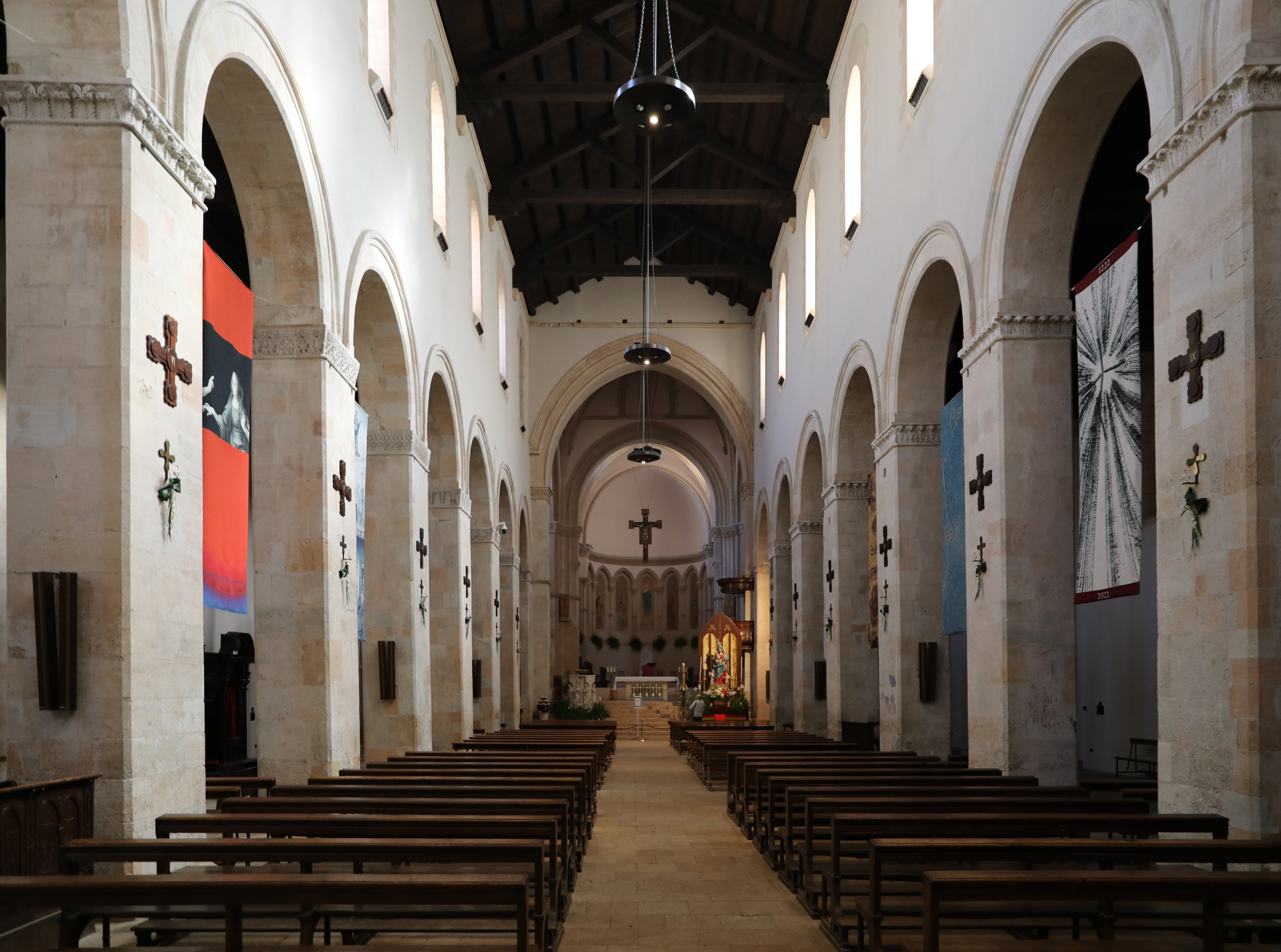
Navata centrale

La cattedrale è a croce latina, con aula suddivisa in tre navate di otto campate ciascuna suddivise da due file di pilastri con capitelli scolpiti.
La copertura a capriate delle tre navate trova un'unica eccezione nell'ultima campata della navata sinistra caratterizzata da volta a crociera. L'area presbiteriale, i transetti e l'abside sono sopraelevati rispetto al livello delle navate.
Lungo la navata di sinistra, si aprono due cappelle barocche, risalenti al XVII-XVIII secolo.

#### Cappella della Madonna del Pilerio

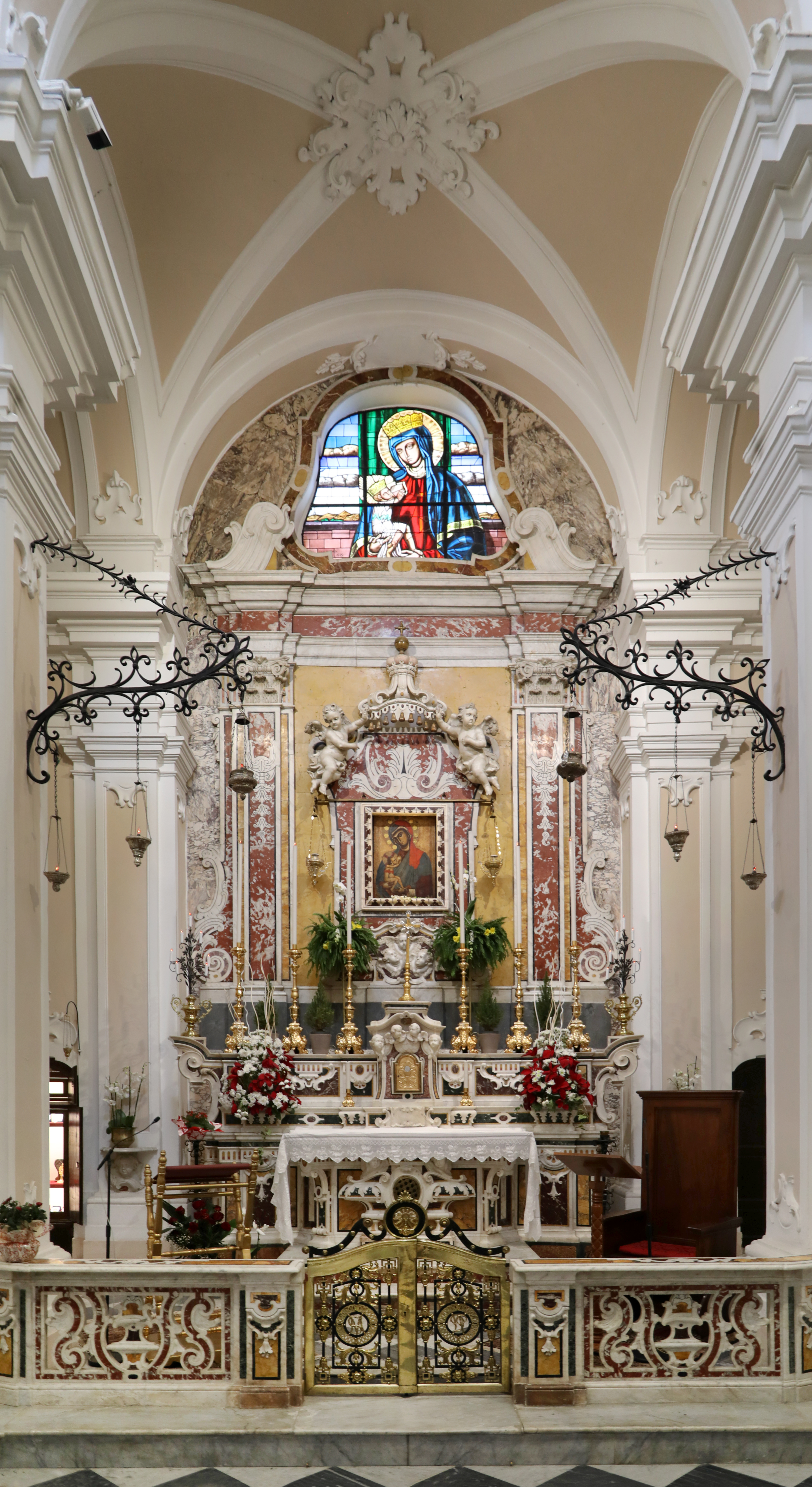
La cappella della Vergine del Pilerio

La prima è dedicata alla Madonna del Pilerio, e custodisce la miracolosa icona bizantina del XII secolo del tipo Galaktotrophousa "allattante" e raffigurante appunto la Madonna che allatta il Bambino, l'altare marmoreo settecentesco è opera dello sculture napoletano Giuseppe Sammartino.

#### Cappella del SS. Sacramento
La seconda, invece, è quella della Confraternita di Orazione e Morte ed ospita il monumento funebre dei membri dell'insurrezione antiborbonica cosentina del 15 marzo 1844. Fu proprio l'eco di tale fatto ad incoraggiare la tragica Spedizione dei fratelli Bandiera nel luglio sempre del 1844. I due fratelli Attilio ed Emilio Bandiera, anch'essi inizialmente tumulati in questo luogo, furono poi traslati nel 1867, all'interno della chiesa dei Santi Giovanni e Paolo, a Venezia loro città d'origine. Sulle due pareti di lato, la cappella ospita un maestoso coro ligneo.

#### Cappella dell’Assunta
La cappella a pianta rettangolare, è in muratura di tufo ed è costituita da un'aula unica coperta a volta e da un presbiterio molto stretto separato dalla navata da un arco di trionfo a tutto sesto. È pavimentata con piastrelle di cemento ed ha le pareti e la volta stuccati. Sulla parete d'ingresso è una cantoria in muratura; nella parete di fronte un altare in marmo con statua raffigurante l'Assunta.

#### I mausolei e le sepolture

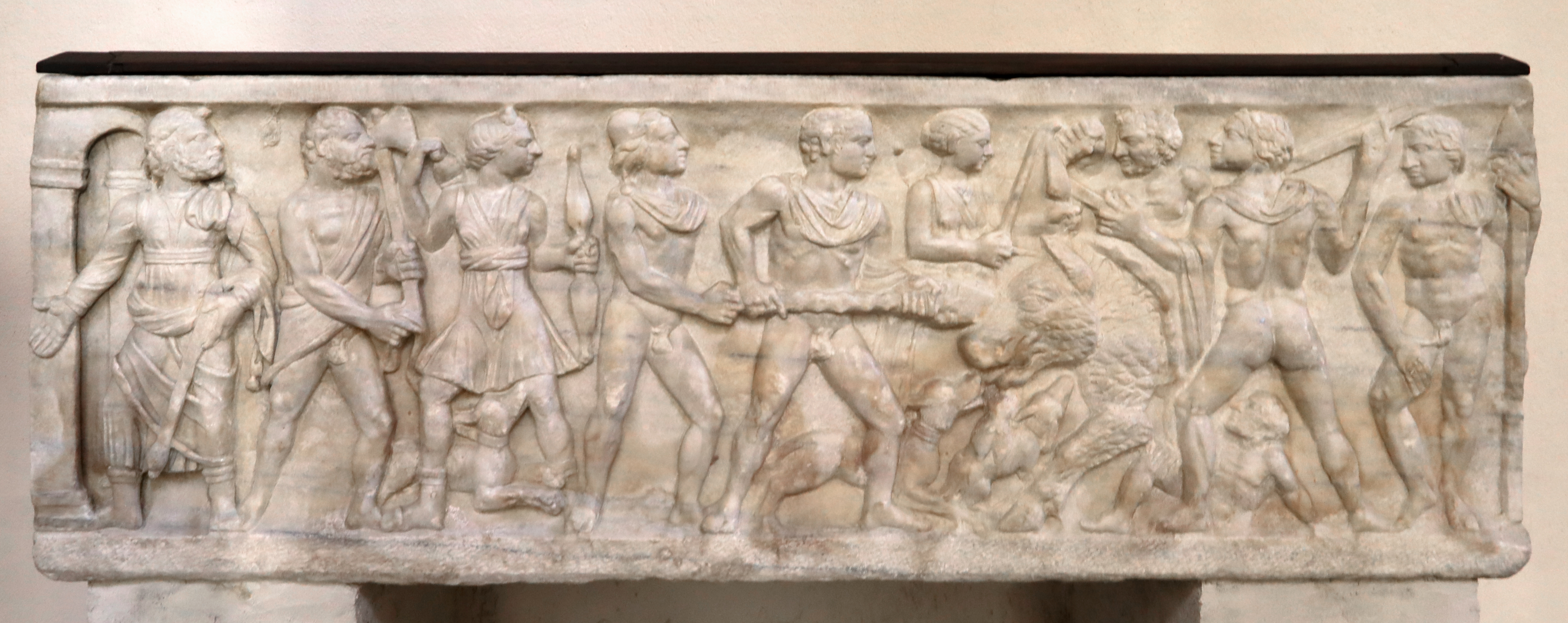
Sarcofago di Enrico VII di Hohenstaufen.

Nella cattedrale di Cosenza si trovano anche due importanti mausolei: quello di Enrico VII di Hohenstaufen e quello della Regina di Francia Isabella d'Aragona. Il mausoleo di Enrico VII è composto da un sarcofago situato nella navata di destra, opera di riutilizzo di epoca ellenistica, che illustra in bassorilievo il mito della caccia al cinghiale da parte degli eroi guidati da Meleagro, con la vergine cacciatrice Atalanta. 
Il sepolcro di Isabella d'Aragona, invece, è in stile gotico ed è situato nel transetto di sinistra. In un trittico di statue a tutto tondo scomparso per secoli sotto la veste barocca, la regina è rappresentata, come il consorte, genuflessa ai lati della Vergine con il bambino. Dopo la traslazione del corpo della regina nella Basilica parigina di Saint-Denis, tuttora nella tomba pare sia rimasto conservato il solo feto. Durante i restauri del XVIII e XIX secolo, vennero inspiegabilmente occultate, se non addirittura rimosse, le sepolture di Luigi III d'Angiò, morto nel 1434, e quella del filosofo e naturalista cosentino Bernardino Telesio, morto nel 1588.

### Presbiterio
La profonda abside ospita il moderno altare maggiore marmoreo in stile neoromanico ed un pregevole Crocifisso ligneo del XV secolo, proveniente dalla distrutta cappella Telesio. Al disotto del catino absidale, entro nicchie ogivali sorrette da colonnine, si trovano degli affreschi policromi, realizzati nel XIX secolo da Domenico Morelli e Paolo Veltri raffiguranti l'Assunta e, ai due lati, i Dodici apostoli

### Organo a canne

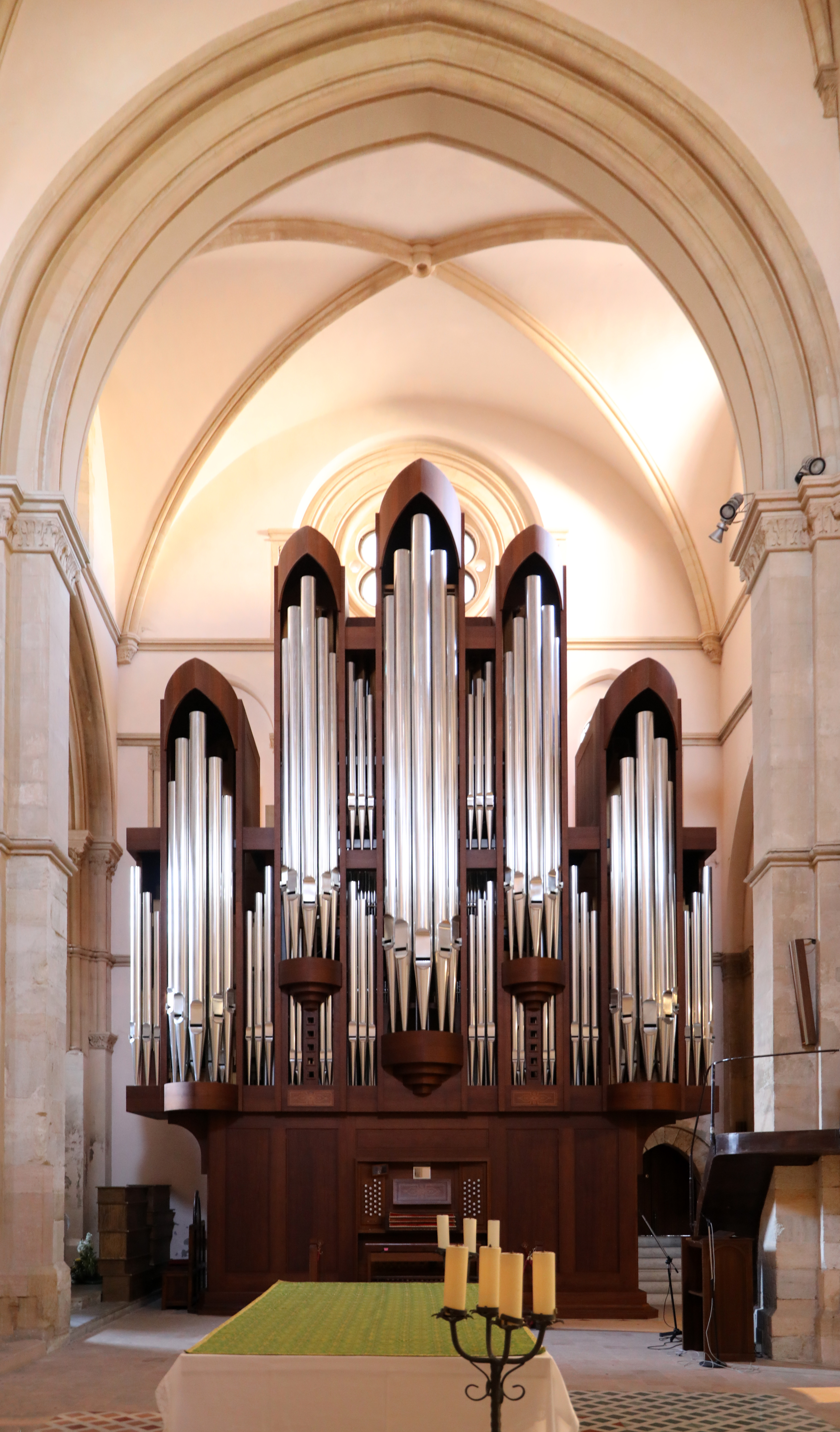
L’organo Mascioni del 2005

Nel braccio destro del transetto, appoggiato alla parete di fondo, si trova l'organo a canne Mascioni opus 1169, costruito nel 2005.
Lo strumento è a trasmissione mista, meccanica per i manuali e il pedale, elettrica per i registri, ed ha una consolle con tre tastiere di 61 note ciascuna ed una pedaliera dritta di 32. La cassa lignea è caratterizzata dall'alternarsi di cinque torri con piccoli prospetti ad ali.

## Archeologia

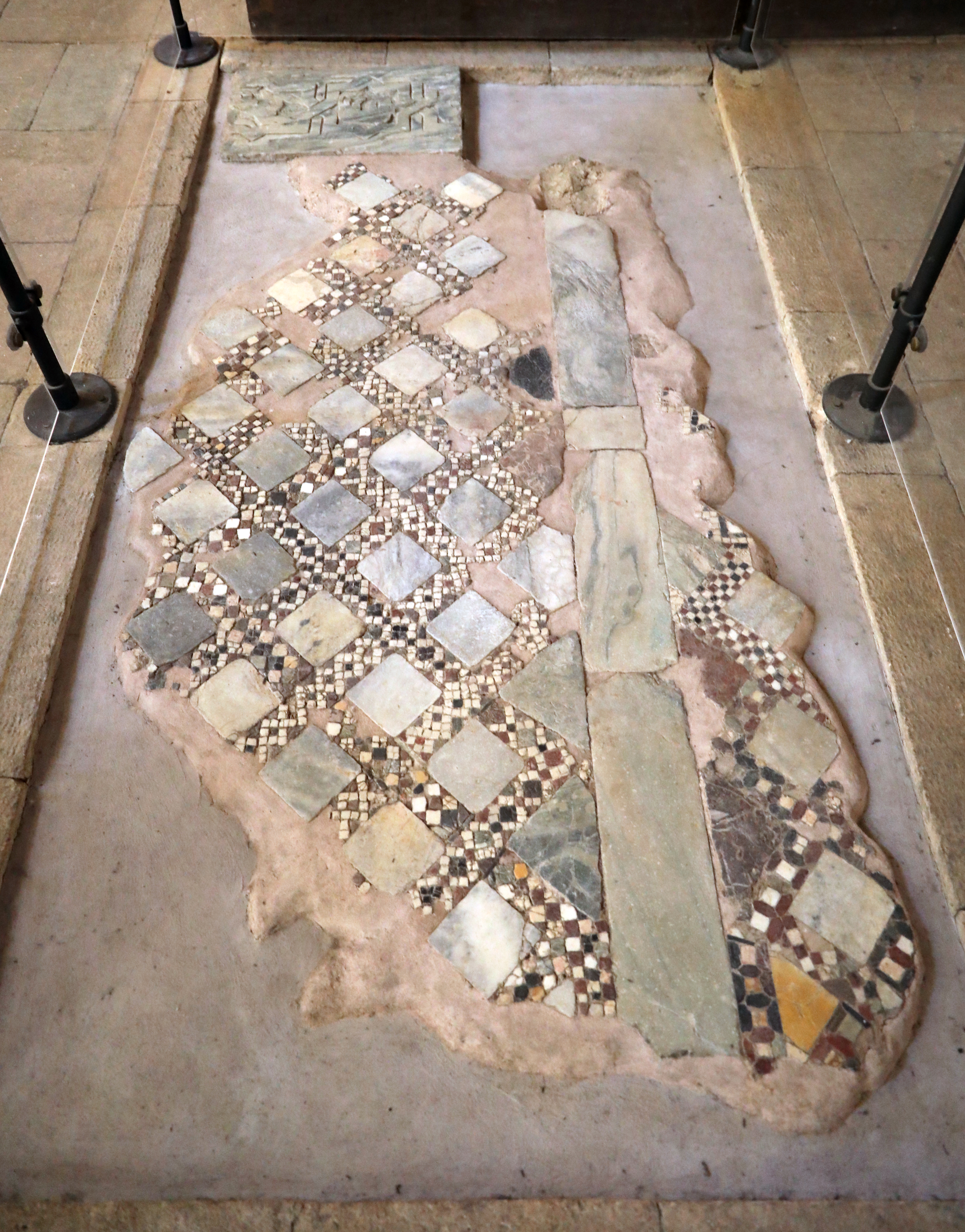
Frammento del pavimento normanno del XII secolo

All'interno del duomo, in particolare durante i recenti lavori di ristrutturazione e riconsacrazione dell'area presbiteriale, sono state ritrovate tracce che non solo si fanno risalire a un'epoca paleocristiana ma anche all'epoca romana, dei Bruzi e ad una fase tardo-antica Molto interessante è anche l'area archeologica portata alla luce alle spalle della cattedrale (Piazzetta Toscano) quasi a ridosso dell'abside, fra la stessa e la Piazza Parrasio antistante la Curia.
A parte il tanto criticato intervento di restyling urbanistico che "dovrebbe proteggere e rendere visibili i resti di strutture edilizie risalenti anche ad epoca pre-romana, l'intervento ha certamente il merito d'aver reso quasi del tutto visibili le linee dell'abside anche e per intero quelle particolarissime del cosiddetto "Tragitto", originale corridoio sospeso su arcate che permetteva e permetterebbe ancora oggi ai Presuli Cosentini di raggiungere la cattedrale direttamente dalla Curia Arcivescovile sita nel quattrocentesco Palazzo Cicala. Su tale struttura fa bella mostra di sé lo stemma pastorale di Mons. Domenico Narni-Mancinelli artefice dell'opera nella prima metà del XIX secolo.

## La cattedrale di Cosenza nel cinema e nei media
Alcune riprese del film su Gioacchino da Fiore Il Monaco che vinse l'Apocalisse di Jordan River sono state girate nella Cattedrale di Cosenza. Alcuni scorci esterni del Duomo trasformati in location ingresso dell'Abbazia di Corazzo del XII sec.. Nella Cattedrale di Cosenza è stato girato anche una parte del cortometraggio L'ombra di Michelangelo, per la regia di Gianfranco Confessore e Marco Martire, ispirato al romanzo storico di Enzo Gabrieli che narra la vicenda di una statuina in avorio custodita nel Museo diocesano e attribuita da alcuni documenti e dalla tradizione al grande artista.

## Galleria d’immagini

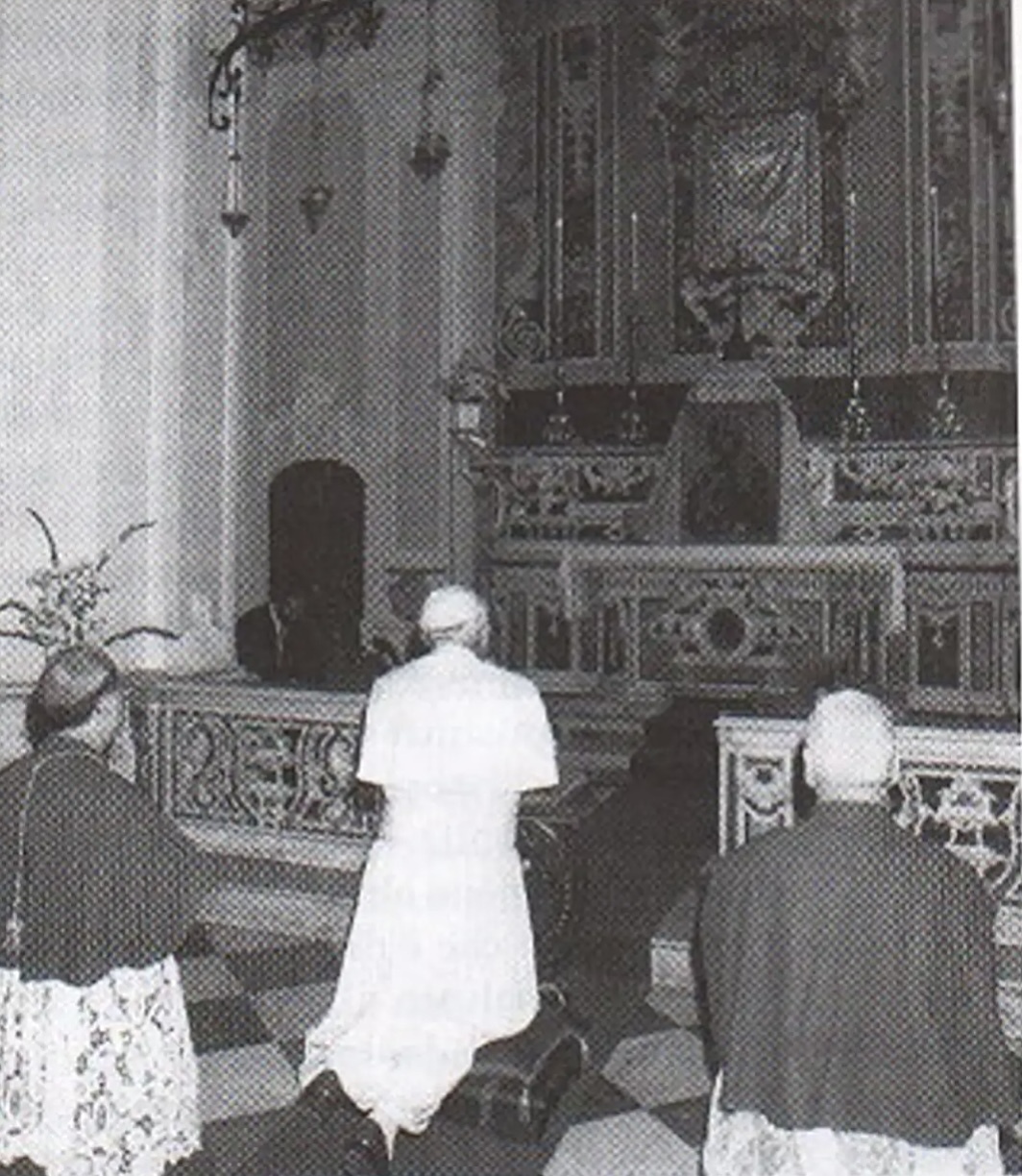
Papa Giovanni Paolo II nella cappella della Madonna del Pilerio nel 1984
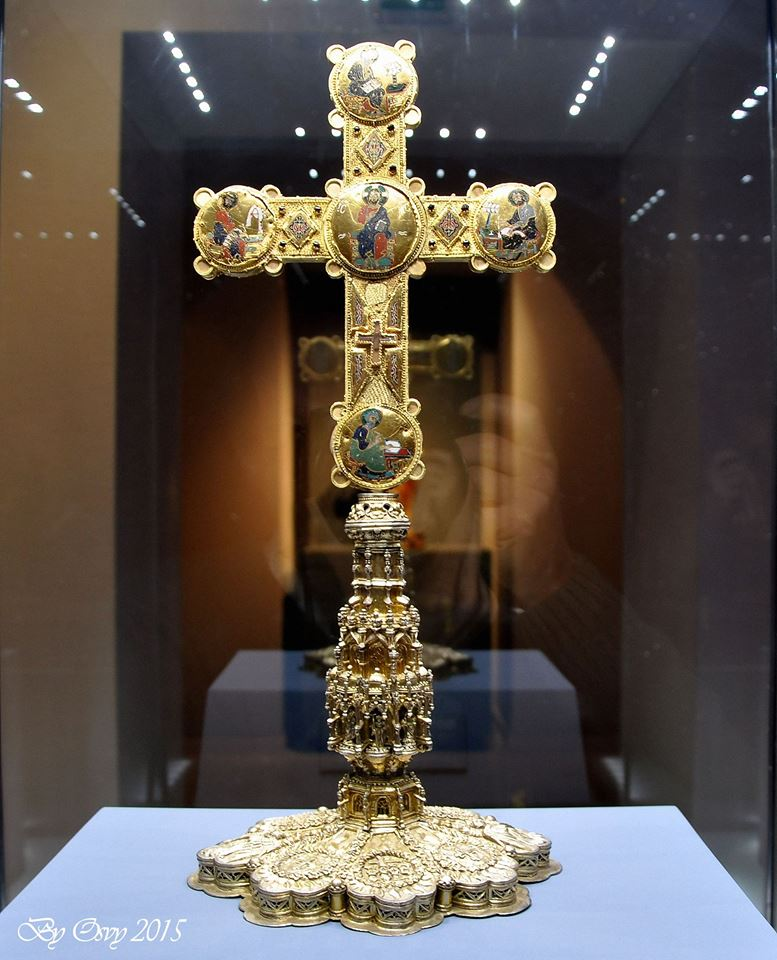
La Stauroteca custodita nel Museo diocesano, esposta sull'altare maggiore solo nelle celebrazioni solenni.
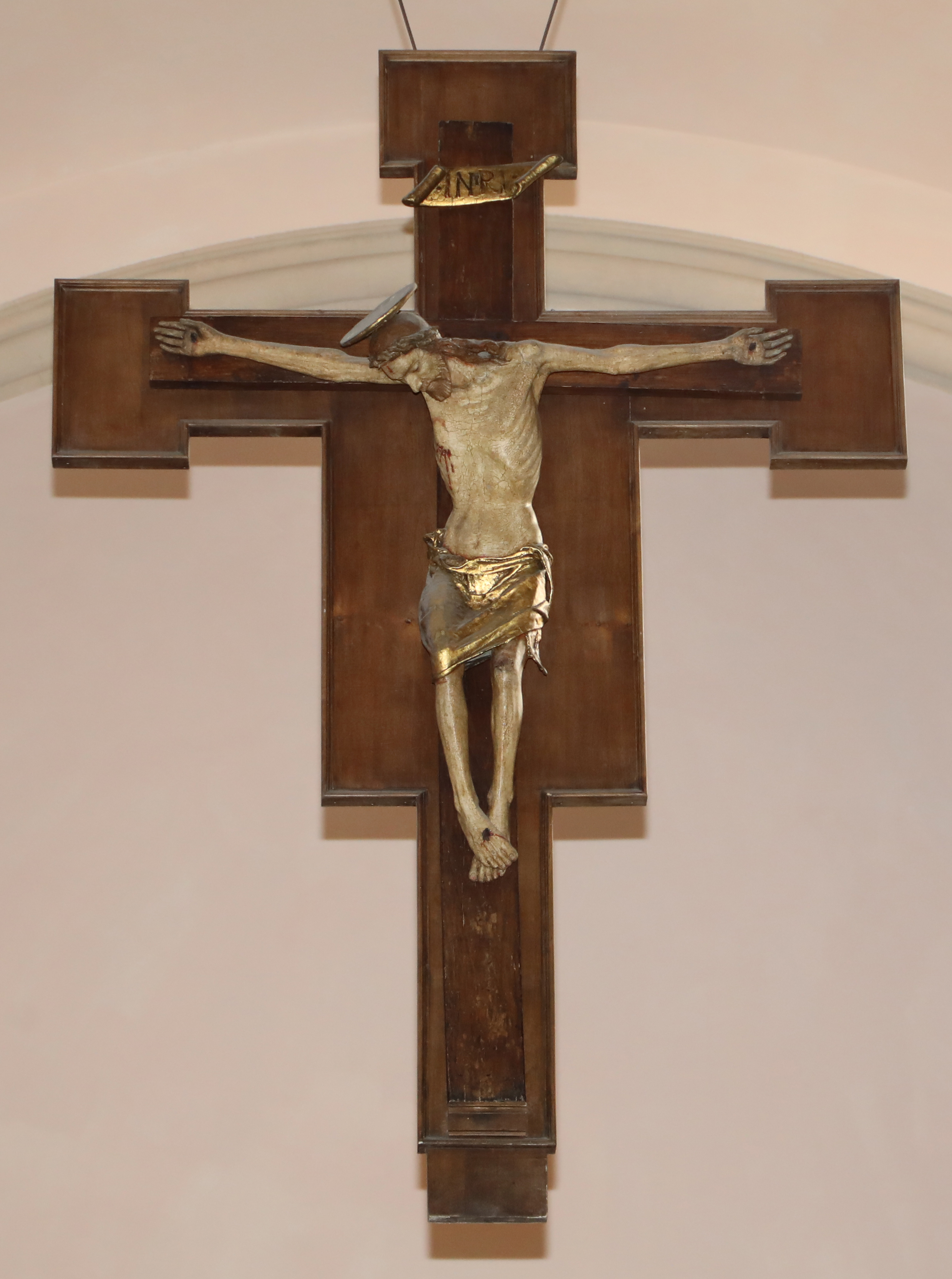
Il Crocifisso ligneo della cappella Telesio
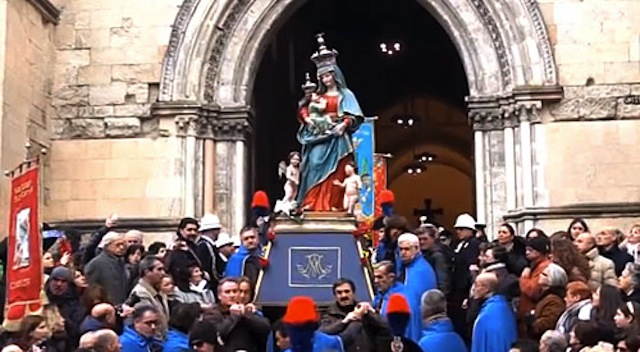
La statua della Madonna del Pilerio in processione.
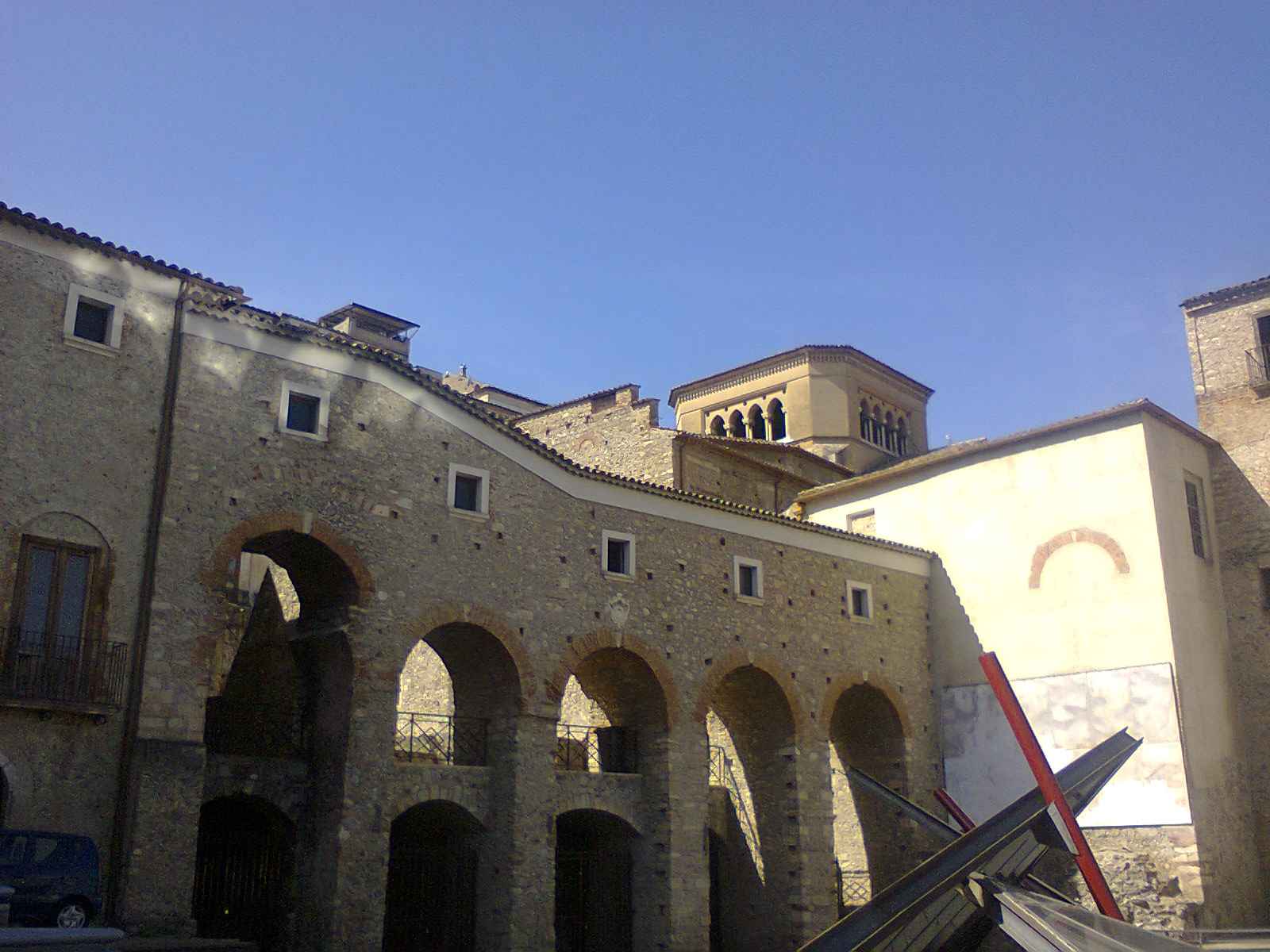
Il tragitto che collega la cattedrale con il palazzo Arcivescovile.
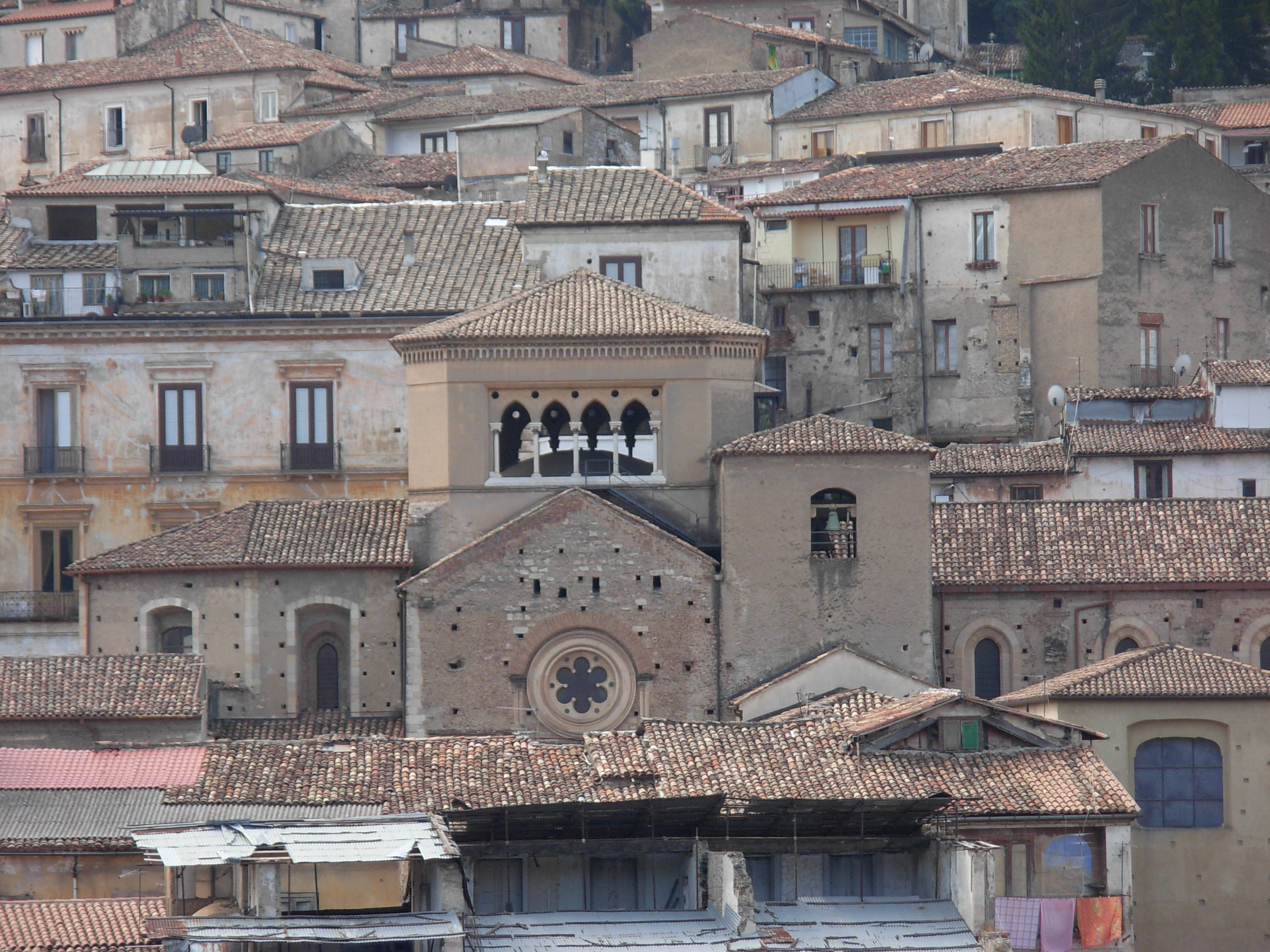
Il campanile e il tiburio neogotico.
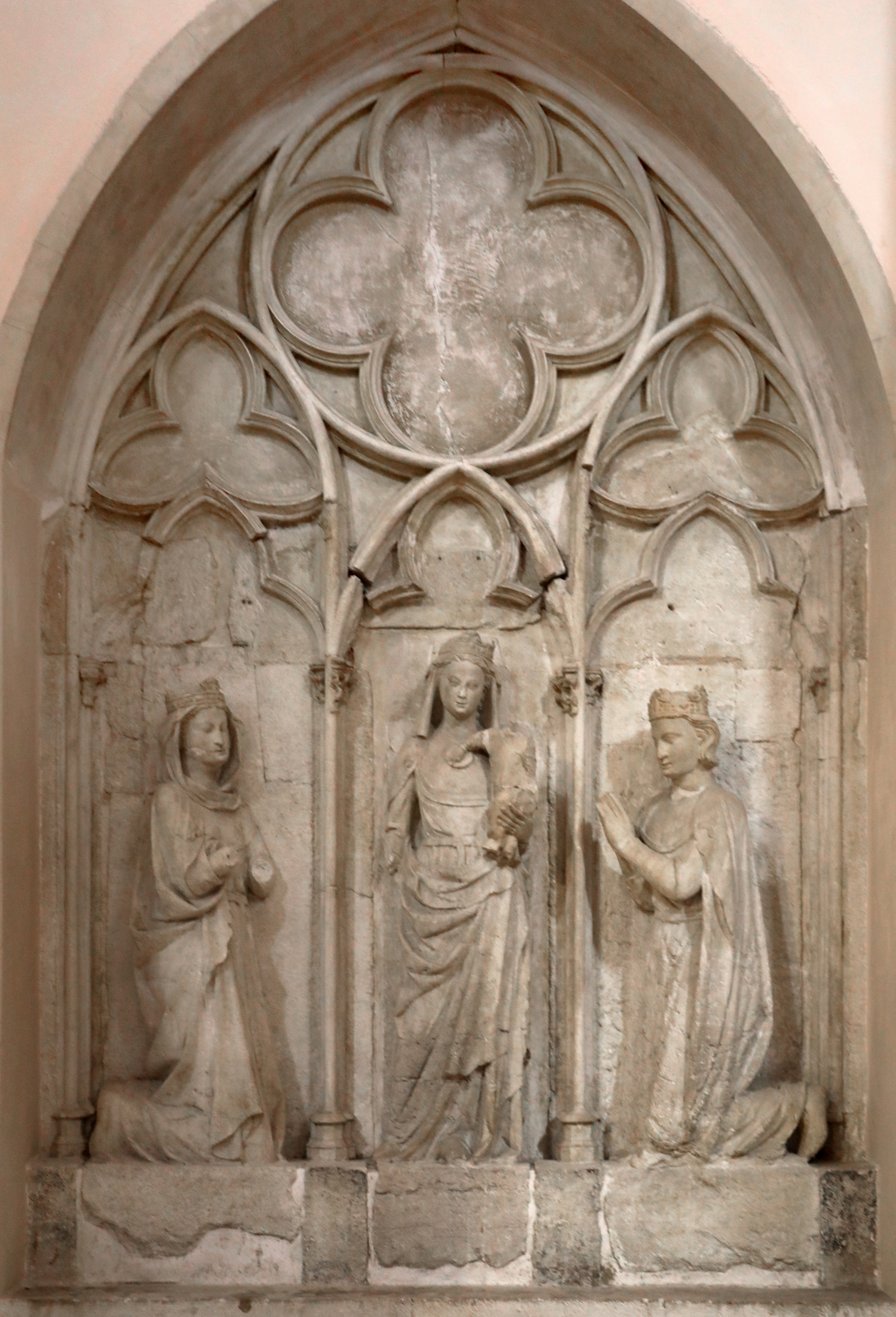
Il mausoleo di Isabella d’Aragona.